# Hejnał

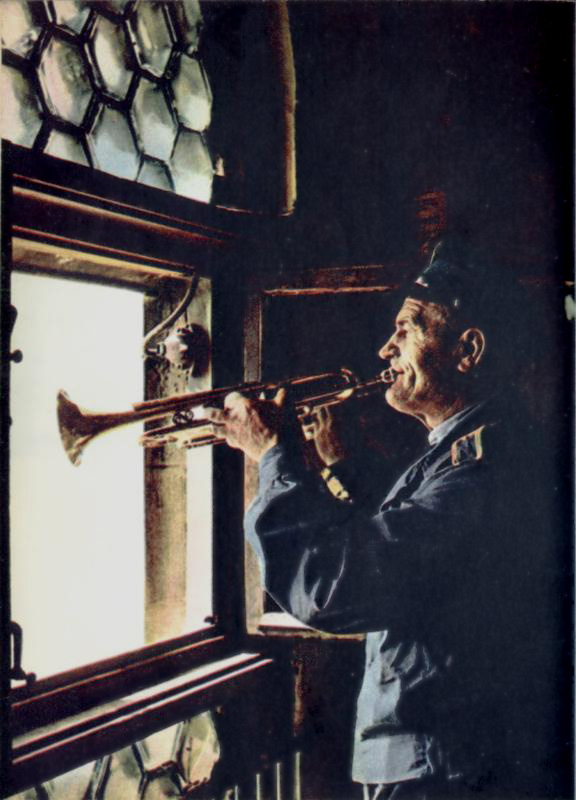
Een speler van het Hejnał.

Hejnał is een afgebroken melodie die elk uur door een trompetspeler vanaf de hoogste toren van de Mariakerk (Kosciół Mariacki) in Krakau in Polen gespeeld wordt. Bovendien laat het eerste programma van de Poolse radio om 12 uur 's middags die melodie ook horen. 
Het verhaal gaat dat in 1241 een torenwachter vanaf de noordelijke toren van de kerk de Tataren zag komen. Hij wilde zijn stadsgenoten waarschuwen en speelde op zijn trompet. Zijn trompetspel werd plotseling afgebroken omdat hij geraakt werd door een pijl. De stadspoorten konden nog op tijd afgesloten worden waardoor de stad veilig is gebleven. Ter herinnering aan deze gebeurtenis wordt nog altijd de afgebroken melodie elk uur gespeeld. Sinds 1927 wordt het signaal door Radio Kraków op het middaguur uitgezonden. Het betreft de oudste onafgebroken muziekuitzending ter wereld.